# Artajona
Artajona település Spanyolországban, Navarra autonóm közösségben. Artajona Añorbe, Obanos, Mendigorria, Larraga, Tafalla, Pueyo, Garínoain és Barásoain községekkel határos. Lakosainak száma 1774 fő (2024).

## Népesség
A település népessége az elmúlt években az alábbi módon változott:
| Lakosok száma | 1674 | 1666 | 1715 | 1746 | 1736 | 1697 | 1670 | 1675 | 1741 | 1774 |
|               | 2001 | 2004 | 2006 | 2009 | 2011 | 2014 | 2016 | 2019 | 2021 | 2024 |